# Minikort
Et minikort er et miniaturekort, der ofte er placeret ved et skærmhjørne i videospil for at hjælpe spillere med at orientere sig i spilverdenen. De fylder ofte kun en lille del af skærmen og skal være selektive i, hvilke detaljer de viser. Elementer, der normalt er inkluderet på minikort, varierer efter spillets genre. De almindeligt inkluderede funktioner er imidlertid spilfigurens position, allierede enheder eller strukturer, fjender, mål og omkringliggende terræn.
Mini-maps er blevet meget almindelige i real-time strategi og MMORPG videospil, fordi de fungerer som en indikering af, hvor den aktuelle skærm ligger inden for spilverdenens omfang. De fleste first-person shooter-spil har også en version eller variant af mini-kortet, med den sære undtagelse af Call of Duty: Modern Warfare, der ofte viser fjendens og holdkammeraternes positioner i real-time.